# Taasianjoki
Le Taasianjoki ou Tesjoki est un fleuve du sud-est de la Finlande.

## Géographie
La partie méridionale du bassin du Taasianjoki sont situées dans la région d'Uusimaa et la partie septentrionale dans la région de la vallée de la Kymi et un petit partie dans la région de Päijät-Häme.
Le Taasianjoki prend sa source sur le versant sud du premier Salpausselkä dans la zone située entre Kausala à Iitti et Koria à Kouvola.
Le long du cours inférieur à Loviisa se trouve le village de Tesjoki.
À Loviisa, le fleuve se jette dans la baie Kullanlahti du côté ouest de la baie Ahvenkoskenlahti dans le territoire de l'ancienne municipalité de Ruotsinpyhtää.